# عمار بوقس
عمار بوقس (22 أكتوبر 1986 - 14 نوفمبر 2024) كاتب صحفي سعودي شخص بمرض ويردنِغ هوفمان (Werdnig-Hoffmann Disease) وهو من أنواع أمراض ضمور العضلات الشوكي. استطاع عمار أن يكمل تعليمه ويصبح كاتباً صحفياً وسمي لذلك باسم «قاهر المستحيل» لقهره ظروف إعاقته وتغلبه عليها. أطلق عمار مبادرة لدعم الموهوبين والموهوبات من ذوي الإعاقة في عام 2014 م تحولت إلى جمعية في مارس 2018.

## حياته العلمية
اسمه الكامل هو عمار بن هيثم بن عبد الله بوقس ولد في 22 أكتوبر 1986الموافق 19 / 02 / 1407 هـ في ولاية ويسكونسن في الولايات المتحدة وبدأ حياته الدراسية في مدارس عامة غير مخصصة لذوي الإعاقة إلى أن أكمل سنته الثالثة في المرحلة الابتدائية في أمريكا وذلك بحكم ظروف معيشته بها بعد ولادته. فور عودته إلى بلاده المملكة العربية السعودية فُوجئ عمار بعدم قبوله في المدارس السعودية مما دفع بجدة الأستاذ عبد الله بوقس وكيل وزارة الحج ومدير عام التعليم في المنطقة الغربية سابقاً -رحمه الله- بالتوسط له عند مدراء المدارس لقبوله كطالب منتظم ولكنه قُبل فقط كطالب بنظام الانتساب. ورغم العقبات التي واجهته، أكمل تعليمه إلى أن تخرج من المعهد العلمي التابع لجامعة الإمام محمد بن سعود الإسلامية بجدة بتقدير ممتاز ونسبة 96% في عام 1423هـ/2002م. حصل بعدها على شهادة البكالوريوس من كلية الآداب والعلوم الإنسانية قسم الإعلام والعلاقات العامة بالمركز الأول على مستوى جامعة الملك عبد العزيز بجدة بمعدل 5/4.73 كطالب انتظام. ومن الجدير بالذكر أن عمار حفظ القرآن الكريم في سنتين فقط بعمر 13 سنة.

## حياته العملية
- محرر وكاتب صحفي رياضي واجتماعي في جريدة المدينة سابقاً.
- محرر وكاتب صحفي رياضي واجتماعي في جريدة عكاظ سابقاً.
- عضو لجنة الإعلام والدراسات والبحوث با لإتحاد السعودي لرياضة ذوي الاحتياجات الخاصة واللجنة شبه الأولمبية.
- المتحدث الرسمي باسم الاتحاد السعودي لرياضة ذوي الاحتياجات الخاصة.
- عضو بهيئة الإذاعة والتلفزيون حالياً.
- مقدم ومعد برامج تلفزيونية.
- المشرف العام على موقع قروب شباب كوم.
- المدير العام والمستشار الإعلامي لشبكة أثير الإبداع الإعلامية.
- المشرف العام على موقع الشبكة الإعلامية سابقاً.
- المدير الإقليمي لقناة الملتقى الفضائية بمنطقة مكة المكرمة.
- عضو متعاون في جمعية كفى لمكافحة التدخين والمخدرات بمنطقة مكة المكرمة.
- متحدث ومحاضر عن الإعاقة والإرادة وتوعية المجتمع بحقوق ذوي الاحتياجات الخاصة.
- مؤسس مبادرة عمار لدعم المبدعين من ذوي القدرات الخاصة والمشرف العام على المبادرة.

## نشاطاته وإنجازاته
اُختير من قبل خادم الحرمين الشريفين الملك سلمان بن عبد العزيز آل سعود لإلقاء كلمة نيابة عن ذوي الاحتياجات الخاصة في المؤتمر الدولي الثالث للإعاقة في الرياض وشارك في اليوم العالمي للإعاقة في جمعية الأطفال المعوقين بجدة برعاية صاحبة السمو الملكي الأميرة علياء بنت عبد الله بن عبد العزيز آل سعود مديرة برامج المسؤولية الاجتماعية بالجمعية -حفظها الله-، وشارك في أبرز الفعاليات والندوات المهتمة بذوي الاحتياجات الخاصة وحصل على جائزة التميز لذوي الاحتياجات الخاصة من قبل جمعية الأطفال المعوقين من صاحب السمو الملكي الأمير نايف بن عبد العزيز -رحمه الله- ومؤلف كتاب قاهر المستحيل.

## وفاته
توفي في يوم الخميس 14 نوفمبر 2024 في مدينة جدة بعد صراع طويل مع المرض عن عمر يناهز 38 سنة ودفن في مقبرة الرويس نجد.

## وصلات خارجية
- فلم عمار على يوتيوب